# Serwest
Serwest ist ein Ortsteil der amtsangehörigen Gemeinde Chorin im Landkreis Barnim in Brandenburg. Bis zur Eingemeindung am 31. Dezember 2001 war Serwest eine eigenständige Gemeinde, die vom Amt Britz-Chorin verwaltet wurde.

## Lage
Serwest liegt im Biosphärenreservat Schorfheide-Chorin, etwa zehn Kilometer südwestlich der Stadt Angermünde. Umliegende Ortschaften sind der zur Gemeinde Ziethen gehörende Ortsteil Klein Ziethen im Norden, die zur Stadt Angermünde im Landkreis Uckermark gehörenden Ortschaften Herzsprung im Nordosten und Bölkendorf im Osten, Brodowin im Südosten, Chorin im Südwesten, Senftenhütte im Westen sowie das wiederum zur Gemeinde Ziethen gehörende Groß-Ziethen im Nordwesten. Zu Serwest gehört die Wohnplätze Buchholz und Parsteinwerder.
Serwest liegt an der Landesstraße 200 (Eberswalde–Angermünde). Die Bundesstraße 198 von Joachimsthal nach Angermünde ist vier Kilometer entfernt. Die Bahnstrecke Berlin–Stettin führt direkt am Ort vorbei, der nächste Bahnhof ist in Chorin. Auf der Gemarkung von Serwest liegen der Parsteiner See mit der Insel Parsteinwerder und der Serwester See.

## Geschichte
Serwest ist ein typisches Straßendorf. Erstmals urkundlich erwähnt wurde der Ort im Jahr 1258 unter anderem zusammen mit Brodowin und Chorin in einer Schenkungsurkunde des Markgrafen von Brandenburg an das Kloster Lehnin, in der diesem Kloster das Dorf unter der Bedingung geschenkt wurde, auf dem Pehlitzwerder bei Brodowin das Kloster Mariensee zu errichten. Mit dem Bau wurde begonnen, jedoch 1273 abgebrochen, das Kloster wurde daraufhin etwas weiter südwestlich errichtet, das heutige Kloster Chorin. Der Ortsname lautete damals Seruetiz, stammt aus dem Sorbischen und ist nach einem Mann mit dem Namen Tschirwota benannt, vermutlich einem ehemaligen Ortsbesitzer.
Durch die Lage des Dorfes an der ehemaligen Heer- und Handelsstraße zwischen Berlin und Stettin wurden die Bewohner und das Dorf Serwest bei Kriegen immer wieder Opfer von Plünderungen und Brandschatzungen. Im 15. Jahrhundert wurde Serwest zerstört, jedoch wieder aufgebaut. Während des Dreißigjährigen Krieges wurde das Dorf wieder zerstört und fast vollständig entvölkert und lag in den folgenden Jahren lange Zeit wüst. Im Jahr 1841 lebten in Serwest 240 Menschen in 32 Wohngebäuden. Die Dorfkirche war eine Filialkirche der Kirche in Brodowin. Serwest gehörte in dieser Zeit zur Stadt Neustadt-Eberswalde, dem heutigen Eberswalde.
Serwest war schon immer ein preußisches Dorf und gehörte zunächst zum Stolpirischen Kreis. Ab dem 1. April 1817 lag der Ort im Landkreis Angermünde des Regierungsbezirks Potsdam in der Provinz Brandenburg. Am 30. September 1928 wurde Buchholz nach Serwest eingemeindet. Nach dem Zweiten Weltkrieg wurde die Gemeinde Teil der Sowjetischen Besatzungszone und später der DDR. Bei der im Juli 1952 in der DDR durchgeführten Gebietsreform wurde die Gemeinde Serwest dem Kreis Eberswalde im Bezirk Frankfurt (Oder) zugeordnet. Nach der Wende wurde der Kreis Eberswalde in Landkreis Eberswalde umbenannt und schließlich aufgelöst, bei der Kreisreform im Dezember 1993 wurde die Gemeinde Serwest dem neuen Landkreis Barnim zugeordnet, wo sie vom Amt Britz-Chorin mitverwaltet wurde. Am 31. Dezember 2001 wurde Serwest zusammen mit Brodowin nach Chorin eingemeindet. 2008 wurde das Amt Britz-Chorin in Amt Britz-Chorin-Oderberg umbenannt.

## Denkmale
Für das Dorf sind in der Denkmalliste des Landes Brandenburg fünf Baudenkmale ausgewiesen. Diese sind:
- der Gutshof mit Wohnhaus in der Serwester Dorfstraße 69. Es handelt sich dabei um ein Feldsteingebäude, dass um Anfang des 20. Jahrhunderts errichtet wurde. Das zweigeschossige Wohngebäude wurde als Ziegelbau errichtet und verfügt über einen Sockel aus Feldstein. Zu der Anlage gehören zudem ein Stallgebäude mit Satteldach, ein in Ziegelbauweise errichteter Taubenturm mit Zeltdach und eine Durchfahrtscheune aus Fachwerk.[7]
- die Dorfkirche Serwest. Bei dem Sakralgebäude handelt es sich um eine kleine Saalkirche aus Feldstein, die in der zweiten Hälfte des 13. Jahrhunderts errichtet wurde. Die Kirche verfügt über ein zweifach gestuftes, spitzbogiges Westportal und zwei Nordportale, wobei letztere inzwischen zugemauert wurden. Die ursprünglichen Fenster sind ebenfalls größtenteils vermauert, die verbliebenen Fenster wurden mit der Zeit korbbogig erweitert. Im Ost- und im Westgiebel der Kirche finden sich jeweils drei gestaffelte Lanzettblenden. 1728 wurde der Fachwerkturm mit Zeltdach ergänzt, zwischen 1905 und 1907 wurde die Kirche saniert.[8]
- sowie drei Meilensteine.

## Bevölkerungsentwicklung
| Jahr | Einwohner | Jahr | Einwohner | Jahr | Einwohner |
| ---- | --------- | ---- | --------- | ---- | --------- |
| 1875 | 409       | 1939 | 431       | 1981 | 351       |
| 1890 | 415       | 1946 | 551       | 1985 | 342       |
| 1910 | 423       | 1950 | 581       | 1989 | 326       |
| 1925 | 452       | 1964 | 465       | 1995 | 343       |
| 1933 | 436       | 1971 | 454       | 2000 | 341       |